# Hilton Oliveira
Hilton Oliveira, właśc. Hilton José de Oliveira (ur. 30 września 1940 w Belo Horizonte, zm. 3 marca 2006 w Belo Horizonte) – brazylijski piłkarz, występujący podczas kariery na pozycji ofensywnego pomocnika.

## Kariera klubowa
Karierę piłkarską Hilton rozpoczął w klubie Cruzeiro EC w 1958. W klubie z Belo Horizonte grał trzykrotnie w latach 1958–1962, 1963 i 1964–1970. W barwach Cruzeiro Hilton rozegrał 330 meczów, w których strzelił 33 bramki. Z Cruzeiro siedmiokrotnie zdobył mistrzostwo stanu Minas Gerais – Campeonato Mineiro w 1959, 1960, 1965, 1966, 1967, 1968 i 1969 oraz Taça Brasil w 1966.
W latach 1962–1963 występował we Fluminense FC, a w 1963 we CR Flamengo.
Karierę piłkarską Hilton zakończył w 1971 roku w Américe Belo Horizonte.

## Kariera reprezentacyjna
W reprezentacji Brazylii zadebiutował 25 czerwca 1967 w zremisowanym 0-0 meczu z reprezentacją Urugwaju w Copa Rio Branco 1967. Ostatni raz w reprezentacji wystąpił tydzień później w meczu z tym samym rywalem. Dzięki remisowi 1-1 Brazylia zdobył Copa Rio Branco.
| Mecze i gole w reprezentacji | Mecze i gole w reprezentacji | Mecze i gole w reprezentacji | Mecze i gole w reprezentacji | Mecze i gole w reprezentacji | Mecze i gole w reprezentacji | Mecze i gole w reprezentacji |
| #                            | Data                         | Miasto                       | Przeciwnik                   | Gol                          | Wynik                        | Rozgrywki                    |
| ---------------------------- | ---------------------------- | ---------------------------- | ---------------------------- | ---------------------------- | ---------------------------- | ---------------------------- |
| 1.                           | 25.06.1967                   | Montevideo                   | Urugwaj                      |                              | 0:0                          | Copa Rio Branco 1967         |
| 2.                           | 28.06.1967                   | Montevideo                   | Urugwaj                      |                              | 2:2                          | Copa Rio Branco 1967         |
| 3.                           | 01.07.1967                   | Montevideo                   | Urugwaj                      |                              | 1:1                          | Copa Rio Branco 1967         |